# 波止場神社
波止場神社（はとばじんじゃ）は、大分県別府市元町に鎮座する神社。旧社格は無格。祭神は、大物主命、気長足姫命、倉稲魂命、菅原神、市杵島姫命、三筒男命、事代主命。

## 概要
七福神に倣って海に関係する神々を7柱集めたとされ、「七社」とも呼ばれる。祭神の大物主命が金刀比羅宮の祭神であることから、近隣では近年まで「金毘羅様」と呼ばれていた。また、元西鉄ライオンズの稲尾和久の生家に近いことから「稲尾神社」とも呼ばれた。

## 沿革
1870年（明治3年）2月に着工した旧別府港（楠港）の安全と発展を祈願して、当時、日田県知事であった松方正義によって同年6月に創建された。社殿の完成は1870年（明治7年）。1907年（明治40年）には社地の整備が行われ、玉垣が造られるとともに、鳥居が寄進された。
1912年（大正元年）には、当時の別府町長であった吉田嘉一郎によって、境内に「別府築港之碑」が建立された。碑文は、松方正義の揮毫による。
戦後、神社は荒廃し祭礼も廃れたが、1973年（昭和48年）に夏祭りが復活した。
老朽化のため、2014年8月から改修が予定されていたが、同6月に数百枚の屋根瓦が落下。このため改修は遅れたが、2015年1月に竣工した。
2019年4月には、稲尾のサインを刻んだボールとバットの石碑が、別府市内の旅館からこの神社の境内に移設され、除幕式が行われた。